# 모르비앙주의 캉통
프랑스 모르비앙주에는 총 21개의 캉통이 속해 있다. 2015년 3월 행정구역 총개편으로 인해 현재는 다음과 같이 설치되어 있다.
- 오레
- 구랭
- 그랑샹
- 게르
- 기델
- 안봉
- 라네스테르
- 로리앙 1
- 로리앙 2
- 모레아크
- 뮈질라크
- 플로뫼르
- 플로에르멜
- 플뤼비녜
- 퐁티비
- 케스탕베르
- 키베롱
- 세네
- 반 1
- 반 2
- 반 3